# Country Club (Missouri)
Country Club é uma vila localizada no estado americano de Missouri, no Condado de Andrew.

## Demografia
Segundo o censo americano de 2000, a sua população era de 1846 habitantes.
Em 2006, foi estimada uma população de 1971, um aumento de 125 (6.8%).

## Geografia
De acordo com o United States Census Bureau tem uma área de
3,0 km², dos quais 3,0 km² cobertos por terra e 0,0 km² cobertos por água.

## Localidades na vizinhança
O diagrama seguinte representa as localidades num raio de 16 km ao redor de Country Club.